# Nyctipolus hirundinaceus
El chotacabras pigmeo, chotacabra menor o atajacaminos golondrina (Nyctipolus hirundinaceus) es una especie de ave caprimulgiforme de la familia Caprimulgidae endémica de Brasil.

## Distribución y hábitat
Su hábitats naturales son  los bosques secos tropicales en la región noreste de Brasil. Está clasificado como Preocupación menor por la IUCN.

## Subespecies
Tiene tres subespecies reconocidas:
- Caprimulgus hirundinaceus cearae (Cory, 1917)
- Caprimulgus hirundinaceus hirundinaceus (Spix, 1825)
- Caprimulgus hirundinaceus vielliardi (Ribon, 1995)